# انریکه پنیاراندا
انریکه پنیاراندا (انگلیسی: Enrique Peñaranda؛ ۱۵ نوامبر ۱۸۹۲ – ۲۲ دسامبر ۱۹۶۹) پرسنل نظامی و سیاستمدار اهل بولیوی بود. وی از ۱۵ آوریل ۱۹۴۰ تا ۲۰ دسامبر ۱۹۴۳ رئیس‌جمهور این کشور بود.
انریکه پنیاراندا در ۲۲ دسامبر ۱۹۶۹، در سن ۷۷ سالگی در مادرید درگذشت.